# Erik Öberg
Erik Öberg (ur. 9 marca 1889 w Varbergu, zm. 19 marca 1924 tamże) – szwedzki zapaśnik walczący w stylu klasycznym. Olimpijczyk ze Sztokholmu 1912, gdzie zajął piąte miejsce w wadze piórkowej. 
Mistrz kraju w 1913 roku.

## Letnie Igrzyska Olimpijskie 1912
| Konkurencja          | Rundy eliminacyjne | Rundy eliminacyjne      | Rundy eliminacyjne     | Rundy eliminacyjne          | Rundy eliminacyjne        | Rundy eliminacyjne     | Rundy eliminacyjne   | Klas. końcowa |
| Konkurencja          | Przeciwnik I       | Przeciwnik II           | Przeciwnik III         | Przeciwnik IV               | Przeciwnik V              | Przeciwnik VI          | Przeciwnik VII       | Miejsce       |
| -------------------- | ------------------ | ----------------------- | ---------------------- | --------------------------- | ------------------------- | ---------------------- | -------------------- | ------------- |
| 60 kg styl klasyczny | Alf Taylor (GBR) Z | Mikael Hestdahl (NOR) Z | Kalle Leivonen (FIN) P | Pawieł Pawłowicz (RUS) Z-wo | Ville Lehmusvirta (FIN) Z | Lauri Haapanen (FIN) Z | Otto Lasanen (FIN) P | 5.            |